# GOLD SUN AND SILVER MOON
『GOLD SUN AND SILVER MOON』（ゴールド・サン・アンド・シルバー・ムーン）は、1998年発売のSHAZNAメジャー1枚目のアルバム。

## 解説
- 初回限定盤はロサンゼルスでリマスタリングされており、レコードのA面とB面を意識した2枚組の構成になっている。さらにSHAZNAの楽曲をオルゴールにした音源が収録されている8センチCDが封入されている。
- 通常盤は東京でリマスタリングがされており、ボーナストラックとして「Das Spiel」が収録されている。

## チャート成績
本作は累計99.9万枚を売り上げた（オリコン調べ）。日本レコード協会の集計（出荷枚数）ではミリオンセラーに認定されている。

## 収録曲
1. White Fairytale(5:13)
作詞:IZAM・Comody、作曲:KUZUKI、編曲:佐藤宣彦・山口一久・SHAZNA
  - 3rdシングル「White Silent Night」の別アレンジヴァージョン。
2. Lily of the Valley(5:08)
作詞:IZAM、作曲:A・O・I、編曲:佐藤宣彦・山口一久・SHAZNA
3. Sweet Angel(3:52)
作詞:IZAM、作曲:NIY、編曲:佐藤宣彦・山口一久・SHAZNA
  - インディーズアルバム「Melty Case」に収録されている楽曲「Pity For Pinocchio」のリメイクだが、歌詞が大幅に変わっている。後に「BEST ALBUM 1993-2000 OLDIES」にて新録音された。
4. Aurora(4:49)
作詞:IZAM、作曲:KUZUKI、編曲:佐藤宣彦・山口一久・SHAZNA
5. SWEET HEART MEMORY(4:50)
作詞:IZAM、作曲:A・O・I、編曲:佐藤宣彦・山口一久・SHAZNA
  - 4thシングルのアルバムヴァージョン。
6. Secret Love(5:04)
作詞:IZAM、作曲:NIY、編曲:佐藤宣彦・山口一久・SHAZNA
7. Magenta Story(4:34)
作詞:IZAM、作曲:A・O・I、編曲:佐藤宣彦・山口一久・SHAZNA
  - 初回限定盤ではCD二枚目の一曲目。後に2ndアルバム『PURE HEARTS』にて「Boy George Remix」の名でアレンジされ、続けてベストアルバム『OLDIES』では本アルバムのバージョンが収録された。
8. Melty Love(5:33)
作詞:IZAM、作曲:A・O・I、編曲:坂井紀男・山口一久・SHAZNA
  - 1stシングルのアルバムヴァージョン。
9. Romance(5:56)
作詞:IZAM・A・O・I、作曲:A・O・I、編曲:佐藤宣彦・山口一久・SHAZNA
  - IZAMとA･O･Iがツインボーカルで参加している楽曲。
10. すみれ September Love(5:57)
作詞:竜真知子、作曲:土屋昌巳、編曲:佐藤宣彦・山口一久・SHAZNA
  - 2ndシングルのアルバムヴァージョン。ゲストとして土屋昌巳がギターソロを務めた。
11. Refrain of Dreams(4:42)
作詞:IZAM、作曲:A・O・I、編曲:佐藤宣彦・山口一久・SHAZNA
12. Das Spiel(11:48)
作詞:IZAM、作曲:IZAM・A・O・I、編曲:佐藤宣彦・山口一久・SHAZNA
  - 通常盤に収録されているボーナストラック。さらにこの曲の後に、隠しトラックとしてシングル版の「Melty Love」が収録されている。3rdシングルのカップリング曲。